# 2003년 대한민국의 영화 목록
다음은 2003년에 개봉됐던 대한민국의 영화 목록이다.

## 목록
- ...ing
- 4인용 식탁
- 갈갈이 패밀리와 드라큐라
- 거울속으로
- 국화꽃 향기
- 나비
- 남남북녀
- 낭만자객
- 내츄럴시티
- 대한민국 헌법 제1조
- 동갑내기 과외하기
- 동승
- 동해물과 백두산이
- 똥개
- 런투유
- 마들렌
- 맛있는 섹스 그리고 사랑
- 바람난 가족
- 별
- 보리울의 여름
- 봄 여름 가을 겨울 그리고 봄
- 봄날의 곰을 좋아하세요?
- 불어라 봄바람
- 블루
- 비디오를 보는 남자
- 살인의 추억
- 선생 김봉두
- 선택
- 쇼쇼쇼
- 스캔들: 조선남녀상열지사
- 실미도
- 싱글즈
- 써클
- 아리랑
- 아카시아
- 엘리시움
- 여고괴담 세번째 이야기: 여우계단
- 여섯 개의 시선
- 역전에 산다
- 영매-산자와 죽은자의 화해
- 영어완전정복
- 오! 브라더스
- 오! 해피데이
- 오구
- 오세암
- 올드보이
- 와일드 카드
- 원더풀 데이즈
- 위대한 유산
- 은장도
- 이중간첩
- 장화, 홍련
- 조폭 마누라 2 - 돌아온 전설
- 주글래 살래
- 지구를 지켜라
- 질투는 나의 힘
- 천년호
- 첫사랑 사수 궐기 대회
- 청풍명월
- 최후의 만찬
- 클래식
- 튜브
- 플라스틱 트리
- 하늘정원
- 해피 에로 크리스마스
- 화성으로 간 사나이
- 황산벌

## 참고 자료
- KOFIC 영화데이터베이스